# Claudia Reyes Montiel
Claudia Reyes Montiel (Huixquilucan, Estado de México; 7 de febrero de 1974) es una política mexicana que se ha desempeñado como regidora pública en el Municipio de Huixquilucan y como Diputada Federal en el Congreso de la Unión.

## Biografía
Es licenciada en contaduría pública por el Instituto Politécnico Nacional y posee una Maestría en administración pública.
Entre 1996 y 2005 se desempeñó como Directora de Recursos Materiales en el Municipio de Huixquilucan. Posteriormente entre 2006 y 2009 se integró a la LX Legislatura del Congreso de la Unión como diputada federal suplente de la diputada por representación proporcional Ana Yurixi Leyva Piñón.
Entre 2008 y 2016 desempeñó cargos dentro del Partido de la Revolución Democrática a nivel nacional y estatal, ocupando los cargos de Subsecretaria de Finanzas del Comité Ejecutivo Nacional del PRD y Secretaria de Organización del Comité Ejecutivo Estatal del PRD en el estado de México. En 2016 se integró a la administración pública del Municipio de Huixquilucan como décima segunda regidora.
En las Elecciones federales de 2018 fue candidata a diputada federal de la Coalición Por México al Frente por el Distrito XVIII del estado de México, resultó electa con más de 77 mil votos. Se desempeñó como diputada federal por mayoría relativa en la LXIV Legislatura del Congreso de la Unión de México de 2018 a 2021.
En las Elecciones estatales de 2024 fue candidata a la presidencia municipal de Huixquilucan por el Partido de la Revolución Democrática. Obtuvo poco menos de 5 mil votos.